# Octave Cazauvieilh
Octave Cazaulvieilh est un homme politique français né le 4 mai 1834 à La Brède (Gironde) et décédé le 14 août 1892 à Salles (Gironde).
Opposant à l'Empire, il est maire de Salles en 1870 et conseiller général du Canton de Belin-Béliet en 1871. Il est député de la Gironde de 1881 à 1892, inscrit au groupe de l'Union républicaine. Lui succédera Jacques Duvigneau dit Chéri (1833-1902), député de la Gironde (mandat du 23/10/1892 au 31/05/1898), conseiller général du canton d'Audenge (1871-1892), puis président du Conseil général de la Gironde (mandat : août 1893-juillet 1901).

### Sources
- « Octave Cazauvieilh », dans Adolphe Robert et Gaston Cougny, Dictionnaire des parlementaires français, Edgar Bourloton, 1889-1891 [détail de l’édition]
- « Octave Cazauvieilh », dans le Dictionnaire des parlementaires français (1889-1940), sous la direction de Jean Jolly, PUF, 1960 [détail de l’édition]